# Adrian Wójciak
Adrian Wójciak (ur. 11 lipca 2005) – polski lekkoatleta specjalizujący się w biegach sprinterskich. Medalista mistrzostw Europy juniorów młodszych.

## Osiągnięcia
Opracowano na podstawie:
| Rok  | Impreza                               | Miejsce    | Konkurencja        | Pozycja    | Wynik |
| ---- | ------------------------------------- | ---------- | ------------------ | ---------- | ----- |
| 2022 | Mistrzostwa Europy juniorów młodszych | Jerozolima | bieg na 400 metrów | 3. miejsce | 48,13 |

Rekord życiowy:
- bieg na 400 metrów – 48,13 (6 lipca 2022, Jerozolima).